# Derecho animal

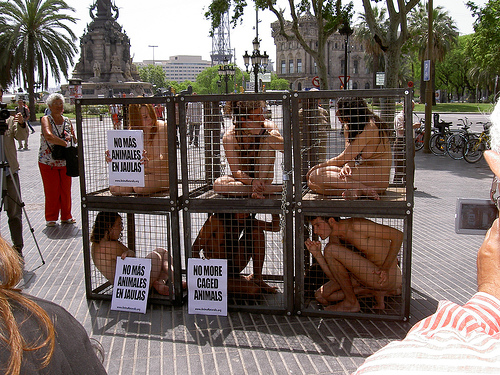
Manifestación en favor de la defensa de los derechos de los animales en Barcelona, España.

El derecho animal o legislación animalista es el cuerpo de derechos positivos y jurisprudencia cuyo objeto de derecho es la naturaleza —legal, social o biológica— de los animales. No se debe confundir esta doctrina jurídica con los derechos de los animales, que son una filosofía y movimiento sobre los derechos naturales de los animales.
El derecho animal varía en cada país. En términos de legislación comparada, los mayores referentes son las legislaciones inglesa, norteamericana y europea en general, pioneras en implementar la regulación jurídica de los animales.
El derecho animal incluye animales de compañía, fauna, animales empleados en el entretenimiento y animales criados para comida e investigación. La esfera emergente del derecho animal a veces se compara con el movimiento del derecho medioambiental hace 30 años. El Animal Legal Defense Fund (Fundación de la Defensa Legal de Animales) fue fundado por la abogada Joyce Tischler en 1979 como la primera organización dedicada a la promoción de la esfera del derecho animal y usando el derecho para proteger las vidas y defender los intereses de los animales.
Actualmente, el derecho de los animales se enseña en 100 facultades de derecho estadounidenses, incluyendo Harvard, Stanford, UCLA, Northwestern, University of Michigan y Duke. Cada vez más asociaciones de la abogacía estatales y locales tienen comités de derecho animal. Existe poco precedente legal pro-animal, así que cada caso presenta una oportunidad para cambiar el futuro legal de los animales.

## Temas
Los temas del derecho animal incluyen un rango amplio de enfoques - desde exploraciones filosóficos de los derechos de animales a debates pragmáticos sobre los derechos de los que utilizan animales, quien tiene legitimación procesal a poner pleito cuando se daña a un animal en una manera que infringe la ley, y lo que constituye la crueldad animal desde el punto de vista legal. El derecho animal impregna y afecta a la mayor parte de las áreas tradicionales legales - incluyendo la responsabilidad extracontractual, la ley del contrato el derecho penal y el derecho constitucional. Ejemplos de esta intersección incluyen:
- Conflictos de custodia de animales en las separaciones o divorcios
- Casos de mala práctica veterinaria
- Conflictos habitacionales que suponen políticas sobre animales domésticos y leyes de discriminación
- Casos de daños que suponen la muerte o herida injusta a un animal de compañía
- Fideicomisos ejecutables para animales siendo adoptados por estados en los Estados Unidos
- Un derecho penal que incluye la violencia doméstica y leyes que están contra la crueldad

### Estatus de los animales como mercancías
El estado de mercancía de los animales se refiere al estado legal de propiedad de la mayoría de los animales no humanos, particularmente el ganado, los animales para trabajo y deportes, y su uso como objetos de comercio, sea para alimentos, vestimenta, medicamentos, cosméticos, transporte, experimentación, ayuda en el trabajo o entretenimiento. En los Estados Unidos, los animales que vagan libres, ferae naturae, son en general legalmente custodiados por el estado; solo si son capturados pueden ser reclamados como propiedad personal.
Los animales considerados como mercancía pueden ser comprados, vendidos, regalados, legados, matados y utilizados como productores de otras mercancías: carne, huevos, leche, pieles, lana, cuero y descendencia, entre otras cosas. El valor de cambio del animal no depende de su calidad de vida.
El estado de mercancía del ganado es evidente en las subastas, donde son marcados con un código de barras y comercializados de acuerdo a distintas cualidades, como edad, peso, sexo e historia de crianza.
En mercados centrales, los animales y los productos animales están clasificados como «mercancías blandas», junto con productos como el café y el azúcar, porque son criados, en oposición a las mercancías duras, como el oro y el cobre, que son extraídas.

## Antecedentes
Los humanos siempre han tenido hacia algunos animales una consideración especial (por ejemplo, los animales de compañía), que varía mucho según el entorno cultural o el lugar, desde apoyar que se pueda utilizar a los animales según plazca o sirva al hombre, pasando por el trato ético o el bienestar animal, hasta considerar que los animales merecen derechos tradicionalmente reconocidos solo a los humanos.
A partir del siglo XVII se empiezan a ver las primeras leyes para la protección animal. En esas épocas en Irlanda, se prohíbe atar carros a las colas de los caballos. En muchos otros países se comenzó en ese siglo a redactar leyes para proteger a los animales. De esta manera, se puede considerar el comienzo del movimiento por los derechos de los animales, donde la gente propone maneras para limitar el sufrimiento de aquellos que no son humanos. El Parlamento del Reino Unido promulgó la Ley de Crueldad contra los Animales de 1835, con la que quedaban prohibidos diversos espectáculos con animales como toros y perros donde los animales pasaban por procesos claramente dolorosos y angustiosos.
Hoy en día, alrededor del mundo existen distintas medidas para controlar el sufrimiento animal, usando reglas distintas para medir cuando un animal sufre y cuando está siendo utilizado para el beneficio de la humanidad. Se ve una diferencia notable en este tema entre los países más desarrollados y aquellos que se encuentran en distintas etapas de desarrollo. Aunque en varios países de Latinoamérica todavía no existen leyes que prohíban el maltrato animal, en 2013 en Europa se aprobaron leyes que prohíben la experimentación de productos domésticos en animales.

## Legislación

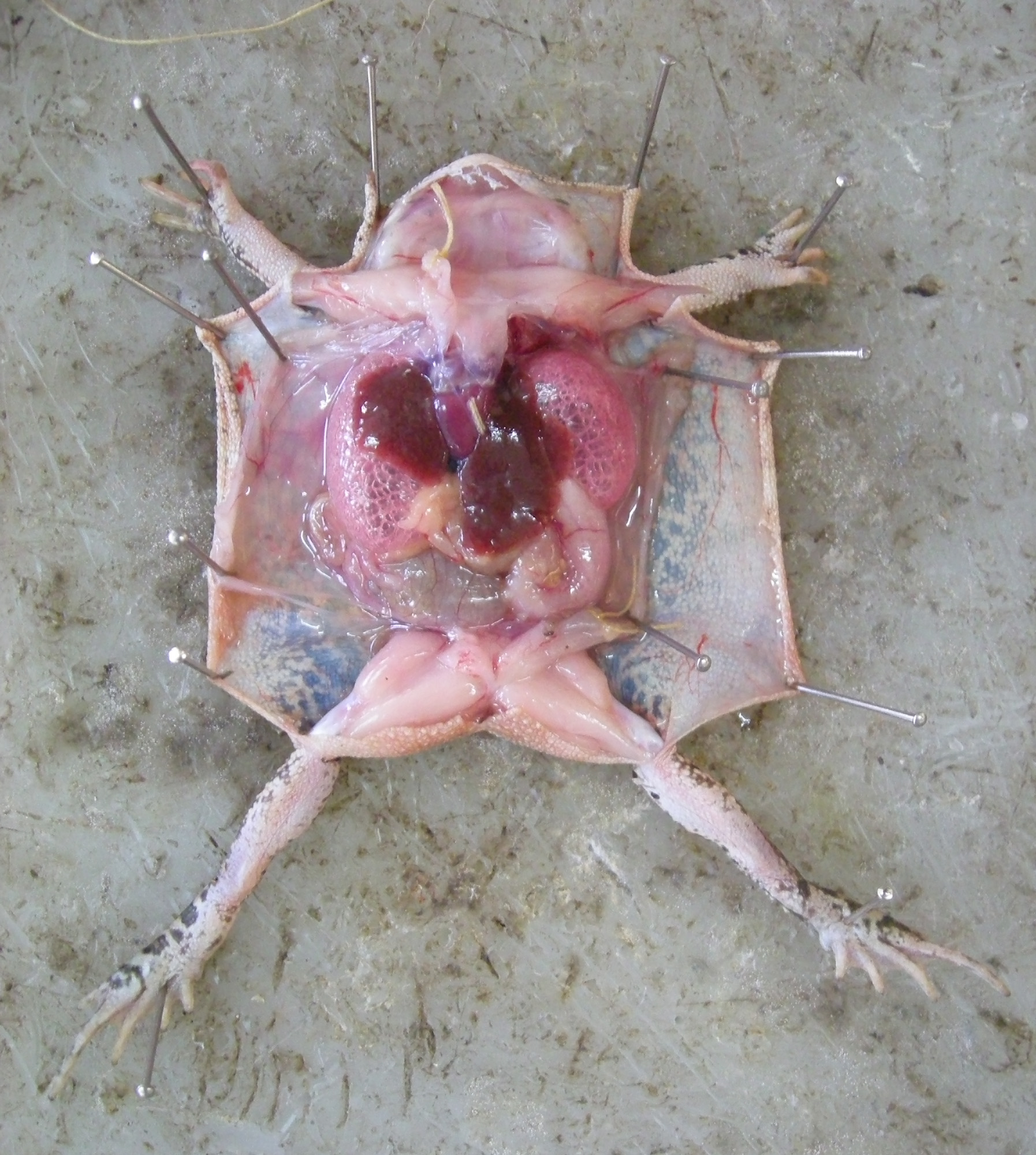
Imagen de una rana a la que se le ha practicado vivisección

A nivel internacional, la Organización Mundial de Sanidad Animal (OIE), a través del capítulo del Código Sanitario para los Animales Terrestres dedicado al bienestar de los animales, recoge una serie de directrices sobre el sacrificio de animales y sobre la matanza. Estas medidas de referencia internacionales incluyen recomendaciones relativas al manejo, la sujeción, el aturdimiento y el sangrado de los animales en granjas y en mataderos.
Existe también la Declaración Universal sobre Bienestar Animal, una propuesta de acuerdo intergubernamental, presentada ante la ONU, para reconocer que los animales son seres capaces de sentir y sufrir, que tienen necesidades de bienestar que deben ser respetadas y que la crueldad hacia ellos debe terminar.
Los defensores de los animales critican que las distintas legislaciones (incluida la europea, que es considerada de las más avanzadas del mundo) son, según su criterio, legislaciones de mínimos y afirman que la normativa va por detrás de la conciencia social. Por otro lado, medios de prensa y programas de televisión se han hecho eco en ocasiones de la falta de rigor en la aplicación (y en la inspección) de las normativas legales en algunas granjas y mataderos, donde se descubrieron prácticas que constituyen crueldad con los animales. Asimismo, auditores de la Unión Europea señalaron incumplimientos sistemáticos en varios países. En el caso de España, en 2016 las autoridades solo inspeccionaron un 3 % de las explotaciones ganaderas del país, y detectaron incumplimientos en un 19,38 % de ellas.

### América Latina
Aunque notoriamente menos desarrollado en comparación con la legislación animalista británica y estadounidense, los países latinoamericanos han ido implementando en sus ordenamientos jurídicos normas jurídicas tendientes a la protección y defensa de los derechos animales. La legislación al respecto se ha desarrollado, principalmente, a lo largo de la segunda mitad del siglo XX, muy lejano a lo revisado respecto del Reino Unido y los Estados Unidos en que ya en las primeras décadas del siglo anterior se esbozaban las primeras leyes sobre protección animal. No obstante en Colombia, según investigaciones realizadas por el profesor Carlos Andrés Muñoz López, en el Código Penal de los Estados Unidos de Colombia del año 1873 se penalizó por primera vez el maltrato a cualquier animal en Latinoamérica.
Las Cinco Libertades de los animales han sido reconocidas por Perú, Bolivia, Brasil, Uruguay, Chile, Argentina, Venezuela, Costa Rica, Colombia, México y República Dominicana, como principios generales para un trato digno hacia los animales.
Las legislaciones animalistas latinoamericanas se caracterizan por ser un conjunto de normas que buscan sancionar ciertos comportamientos sobre la base de la moral y la consideración moral de los animales, buscan responder a requerimientos comerciales y productivos y presentan imprecisiones en cuanto a si se refieren al «bienestar animal» o a su simple «protección».
En términos de cooperación internacional, destaca especialmente la OIE, Organización Mundial de Sanidad Animal, en cuyo plan estratégico figura el bienestar animal como una de las tareas más demandantes y necesarias a potenciar a nivel latinoamericano. La OIE reconoce que solo cuatro países de la región tienen una legislación basada en los principios del bienestar animal: México, Paraguay, Uruguay y Colombia, siendo los temas que presentan mayores falencias el control de animales vagabundos, el uso de animales para deportes, las riñas de animales y su utilización en laboratorios, circos y espectáculos.
A lo anteriormente dicho hay que sumar la regulación específica de ciertas provincias, estados o ciudades, así como legislaciones particulares como leyes, de caza, pesca, transporte de animales, tenencia responsable, locales comerciales de venta de animales, animales exóticos, circos y zoológicos, hospedaje de animales, clínicas veterinarias y centros de investigación.

#### Argentina
En Argentina, la Ley Federal 14 346 protege a los animales del maltrato y la crueldad del hombre. Esta legislación considera que maltratar animales es: no alimentarlos bien, estimularlos con instrumentos que les causen dolor, hacerles trabajar muchas horas sin descanso o que no estén en buen estado físico, estimularles con drogas sin fines terapéuticos y usarlos para llevar vehículos muy pesados. Los actos de crueldad para con los animales son hacerles cortes estando vivos para abrirlos y examinar sus contenidos, lo que es llamado disección, cortar cualquier parte de sus cuerpos, exceptuando que sea para marcación o higiene, operarlos sin anestesia y/o sin tener título de médico veterinario, salvo en casos de urgencia, hacer experimentos con ellos, abandonarlos luego de ser utilizados en experimentos, matarlos en estado de embarazo, lastimarlos y atropellarlos animales, causarles torturas o sufrimientos innecesarios o matarlos por perversidad y hacer actos públicos o privados de peleas entre ellos, incluyendo corridas de toros en las que se les mata, lastima y agrede.
La ley 14 346 señala en sus artículos 1 y 2 los actos constitutivos de maltrato y crueldad animal, como no brindar el alimento suficiente, hacerlos trabajar en jornadas excesivas, practicar la vivisección, intervenir quirúrgicamente a animales sin anestesia u obligar a los animales a peleas o riñas de manera forzada y con fines de entretención.

#### Brasil
En Brasil, la Constitución Política de 1988 prescribe la prohibición de la crueldad contra los animales. El texto constitucional prevé, en el artículo 225, párrafo 1, inciso VII, que: «Para asegurarla efectividad de este derecho, incumbe al poder público: [...] proteger la fauna y la flora, prohibiéndose, en la forma de la ley, las prácticas que pongan en riesgo su fusión ecológica, provoquen la extinción de especies o sometan a los animales a la crueldad».

#### Chile
La Ley sobre tenencia responsable de mascotas y animales de compañía —conocida popularmente como «Ley Cholito»— es una ley vigente en todo el territorio chileno que establece obligaciones y derechos a quienes poseen mascotas, vela por el bienestar animal, establece control sobre los animales abandonados, y regula la responsabilidad legal cuando ocurran ataques de mascotas. Esta ley ingresó en 2009 como una moción parlamentaria presentada por los en aquel entonces senadores Mariano Ruiz-Esquide, Guido Girardi y Carlos Kuschel, para luego sumarse al proyecto Jorge Arancibia y Carlos Ominami. La ley tuvo un paso por el Tribunal Constitucional y posteriormente fue aprobada por el Senado el 30 de julio de 2017. La ley fue luego publicada en el Diario Oficial el 2 de agosto de 2017.
La ley fue parte de una gran discusión pública dentro de Chile debido a la mediatización de actos de crueldad animal contra mascotas o animales callejeros. Uno de los casos más particulares es el ataque un par de personas, por órdenes de una mujer, a un perro callejero llamado Cholito en barrio Patronato durante enero de 2017, golpeándolo con un palo hasta darle muerte. Este caso conllevó a la indignación social, produciendo una serie de protestas y marchas que generaron presión sobre el poder legislativo que llevó a la aprobación de la ley. 

#### Colombia
En Colombia, la Ley 84 de 1989 conocida como el Estatuto Nacional de Protección Animal estipula, en el artículo 6, que el que causare daño a un animal o realice cualquiera de las conductas considerados como crueles para con los mismos por esta ley será sancionado con la pena prevista para cada caso.
Colombia en los últimos diez años he tenido varios avances a nivel legislativo para proteger a los animales. Entre estos avances está Ley 1638 de 2013 que prohíbe el usos de animales silvestres en los circos.
De igual forma, la Ley 1774 de 2016 realiza unas reformas al Código Civil en donde expresa que los animales no son cosas y penaliza el maltrato animal en donde castiga a quien maltrate gravemente o dé muerte a un animal con años de prisión y multa.  
Asimismo, la Corte Constitucional de Colombia prohíbe la caza de animales con fines deportivos. Y, a través de la Ley 2047 de 2020, Colombia prohíbe el testeo en animales con fines cosméticos.

#### Costa Rica
En Costa Rica, la Ley de Bienestar de los Animales de 1994 indica en su artículo 3 que las condiciones básicas para el bienestar de los animales: serán la satisfacción del hambre y la sed, la posibilidad de desenvolverse según sus patrones normales de comportamiento, una muerte provocada sin dolor y, de ser posible, bajo supervisión profesional, la ausencia de malestar físico y dolor y la preservación y tratamiento de las enfermedades.
Costa Rica prohibió las peleas de gallos desde 1922 e incluyó el maltrato a los animales en su Código Penal aunque considerado una contravención y, por ende, castigado con multas y no con cárcel. El gobierno costarricense mediante decreto presidencial prohibió desde el 2002 el ingreso al país de circos con animales, la Asamblea Legislativa aprobó en 2012 la Ley de Vida Silvestre que prohíbe la cacería deportiva, y en 2014 aprobó la Ley Contra las Peleas de Caninos que castiga con hasta tres años de cárcel el organizar peleas de perros e incluso hace ilegal la tenencia de instrumentos utilizados para estas actividades. Actualmente se discute en el Parlamento la Ley de Bienestar Animal la cual, entre otras cosas, castigaría con prisión la crueldad hacia los animales.
La Secretaría Nacional de Salud Animal es una institución costarricense dependiente del Estado, adscrita al Ministerio de Agricultura y Ganadería, encargada de velar por el cumplimiento de las leyes de protección a los animales en coordinación con la Fuerza Pública.
El 26 de julio de 2016, el maltrato animal deja de ser una contravención, ya que fue aprobado por la Asamblea Legislativa la Ley contra el Maltrato Animal. Esta indica que se puede imponer prisión de 6 meses a 2 años a quien cause daño a un animal.

#### México
La Ley de Protección a los animales para el Distrito Federal (actual Ciudad de México) decretó un listado de 37 artículos para la defensa de estos animales.
En la Ciudad de México entró en vigor la Ley contra el maltrato animal a partir del 1.º de febrero del 2013, la cual estipula que se podría castigar a las personas que maltraten a algún animal doméstico o silvestre con penas de hasta cuatro años de cárcel y con multas de hasta 400 salarios mínimos.
La ley indica que se adiciona un capítulo IV, denominado “delitos cometidos por actos de maltrato o crueldad contra animales no humanos”, con los artículos 350 bis y 350 ter, en donde se determinan las acciones por maltrato y homicidio de animales no humanos.
El artículo 350 bis puntualiza penas de seis meses a dos años de prisión para las personas que realicen actos de maltrato o crueldad y que causen lesiones evidentes en el animal, sin que pongan en riesgo su vida. En caso de que las lesiones pongan en riesgo la vida del animal, la pena aumenta un año más.
El artículo 350 señala que la muerte de un animal, derivada de actos crueles o maltratos, se castigará con dos a cuatro años de cárcel y una multa de 200 a 400 días de salario. Si se utilizan métodos que provoquen un sufrimiento mayor, las penas aumentarán dos años más. El Código Penal especifica en el artículo 54 que los animales rescatados serán canalizados a albergues o lugares donde se asegure su cuidado. Además se establece que las asociaciones protectoras de animales podrán solicitar ante el Ministerio Público la custodia de los maltratados.
La generalidad de estas disposiciones legales abre el camino para que cualquier persona interponga denuncia contra el maltrato a los toros de lidia, animales de rastro, de circo e incluso de los zoológicos. «Los toros de lidia sí pueden clasificarse como animales domésticos, pues los crían con fin en específico. Se conoce como fin zootécnico; por ejemplo, los cerdos o las vacas se crían con fin alimenticio, otros animales para su reproducción, y los toros de lidia son para la fiesta brava”», explicó Tania Paredes Guerra, veterinaria y zootecnista.
Por su parte, el coordinador del Partido Verde en la Asamblea Legislativa del Distrito Federal, Jesús Sesma Suárez, quien impulsó las sanciones penales contra la crueldad hacia los animales en la capital del país, respondió: «Cualquier persona puede presentar denuncia contra el maltrato de cualquier animal. Ya será terreno que le tocará decir a los jueces si recibe o no sanción».
La reforma explica que esta penalización aplica cuando se efectúe maltrato a un “organismo vivo no humano, con movilidad propia, capacidad de respuesta a los estímulos del medio ambiente y sensible, que no constituye una plaga”. En este sentido, aclara que los perros callejeros no son considerados plaga.
De acuerdo con la Asamblea Legislativa del Distrito Federal, patear, pegar, quemar, ahogar, colgar, envenenar, balear y mutilar están considerados dentro del margen del maltrato animal en el país.
Cabe mencionar que en la Ciudad de México existe el Consejo Consultivo Ciudadano para la Atención y Bienestar de los Animales y por parte de la Policía capitalina, la Brigada de Vigilancia Animal, quien es la encargada de cuidar de la Ciudadanía y del bienestar de los animales en la Ciudad de México, entre sus funciones; atiende denuncias de maltrato hacia los animales en las 16 alcaldías de la CDMX, rescatan animales de vías primarias y de alta velocidad para evitar que sean lastimados o se causen algún accidente automovilístico, se encarga de presentar ante el juez cívico a los vendedores de animales en la vía pública, evitando el sufrimiento de los animales y realiza un trabajo preventivo, a través de la difusión del cuidado y respeto en escuelas y parques públicos, brindan protección a los animales que se encuentran en abandono y que son maltratados, responden a situaciones de peligro por agresión o crueldad.
En la Ciudad de México existe el Consejo Consultivo Ciudadano y Organizaciones No Gubernamentales (ONG) cuya misión radica en vigilar el cumplimiento y respeto por la vida y el cuidado de los animales, así como atender el cumplimiento de la legislación que protegen a estos, de igual manera existe la Procuraduría Ambiental y del Ordenamiento Territorial de la Ciudad de México (PAOT), esta se encarga del rescate de animales en abandono, lastimados o maltratados por terceros.
En 2023 entra en vigor la prohibición de la venta de animales en la vía pública y mercados, de acuerdo al Congreso de la Ciudad de México.
De igual forma existe la Agencia de Atención Animal de la Ciudad de México (AGATAN) para la protección.
Órgano de coordinación Institucional y de participación y colaboración ciudadana:
- Consejo Consultivo Ciudadano del Distrito Federal, para la Atención y Bienestar de los Animales

Algunas ONG de México:
- Asociación Mexicana por los Derechos de los Animales (AMEDEA)
- Asociación Protectora de Animales de México (APASDEM)

A nivel internacional existen organizaciones tales como:
- People for the Ethical Treatment of Animals (PETA)
- Greenpeace

En México existen organizaciones como:
- Animal Heroes

Según los legisladores un estudio de la organización Gente por la Defensa Animal arrojó que entre el 58 y 98 por ciento del tiempo los elefantes en los circos están encadenados, lo que les produce neurosis, el 96 por ciento de los caballos de circo son atados sin espacio para moverse, entre el 75 y 97 por ciento del tiempo los tigres y leones están enjaulados.
Señalan que además se han detectado heridas, deficiencias cardíacas, deshidratación y desnutrición en los animales que son utilizados en espectáculos públicos.
Es por esto que recientemente se promulgaron nuevas leyes y se realizaron adecuaciones a las ya existentes, que prohíben, so penas fuertes, la crueldad y el maltrato hacia los animales. Una de las reformas con más repercusión fue la Ley General de Vida Silvestre en el país.
En diciembre de 2014, la Cámara de Diputados de México aprobó la reforma a la Ley General de Vida Silvestre, la cual prohíbe el uso de animales silvestres, tales como felinos, elefantes o primates, en espectáculos en todo el país, particularmente en circos. La reforma modifica algunos artículos de las leyes generales de Equilibrio Ecológico y la Protección al Ambiente y de Vida Silvestre para establecer expresamente la prohibición de que los circos usen animales silvestres.
La Ley General de Vida Silvestre contempla que:
- El artículo 78 es el que establece la prohibición para que los circos usen animales en sus espectáculos
- La fracción XXIV del artículo 122 considera como infracción la realización de actos que contravengan las disposiciones de conservación de vida silvestre fuera de su hábitat natural establecidas en la ley
- El artículo 127 plantea que quien cometa dicha infracción se hará acreedor a una multa de 50 a 50 mil veces el salario mínimo, lo que equivale actualmente a entre tres mil 364 pesos y hasta tres millones 364 mil.

El 8 de julio de 2015, dicha reforma entró en vigor, obligando a los dueños de los circos a reubicar a los animales usados en los espectáculos. Esto significó un problema adicional: la nueva ley no contemplaba la creación de refugios para los animales ya presentes en los circos, ni obligaba a las instituciones gubernamentales a protegerlos. A partir de las críticas surgidas en medios de comunicación, el gobierno dio respuestas parciales e insuficientes, a decir de las organizaciones. El precio de venta puesto a los animales y la gran cantidad de ejemplares explotados, rebasaron la capacidad de santuarios y zoológicos para protegerlos.
Ligado a la problemática recién planteada, tenemos que México ocupa el tercer puesto en Maltrato Animal según datos del INEGI. Tratando de contrarrestar esto, se han tomado ciertas acciones para erradicar la explotación de animales. Un gran ejemplo es la iniciativa que se tomó en una zona del Estado de México:
«Las autoridades de Nezahualcóyotl comenzaron con el retiro de 457 carretas jaladas por burros y caballos que desde hace 30 años prestan el servicio de recolección de basura de forma independiente en el territorio municipal y serán sustituidas por vehículos motorizados con una capacidad para almacenar media tonelada de desperdicios». Esta acción aún persiste en el Estado de México, a pesar de que hay multas de hasta 3 años de cárcel.
«Bajo las mismas circunstancias sociales, se están tomando medidas en otros estados de la República Mexicana: “Varios estados reformaron su código penal para tipificar como delito todo tipo de crueldad hacia los animales y establecieron sanciones, como la Ciudad de México, Colima, Jalisco, Puebla, Veracruz, San Luis Potosí, Yucatán y Guanajuato, en donde se establecieron castigos económicos, de trabajo comunitario y de prisión. Sin embargo, en muchas entidades federativas no se considera un tema de mucha importancia y, al ser tipificado como infracción, el maltrato animal se convierte en un acto permisible».
«Lamentablemente el país carece de una educación humanitaria, la cual está sociológicamente comprobado, que de darse a temprana edad, no solamente contribuye a un crecimiento más sano, sino también a una mayor estabilidad mental, en el respeto hacia las personas, los animales y el medio ambiente, y a reconocer la interdependencia de todos los seres vivos. Dicha educación fomenta una sociedad compasiva, con un sentido de responsabilidad personal por parte de los individuos, ya que al carecer de ésta, es como se crean los vínculos entre el abuso animal y humano” concluye la activista y defensora de los derechos de los animales; Danae Lima en una entrevista para Animal Político».
En general y a nivel nacional, debe darse prioridad a la aplicación de sanciones y a la educación y concientización para prevenir que esta cultura de maltrato siga expandiéndose.[cita requerida]

###### Juicio de Athos y Tango: Primer juicio en México por el delito de crueldad animal
El 13 de junio del 2021, los perros de rescate Athos y Tango fueron envenenados por Benjamín “N”, quien dejó al alcance de los mismos salchichas que contenían alcaloides y organofosforados. Activistas animales se manifestaron por el homicidio de los perros y se pronunciaron en la búsqueda de justicia por el delito atentado en contra de Athos y Tangos. En consecuencia, la abogada Mónica Huerta lideró una demanda para perseguir el delito. El caso fue llevado a juicio, el cual fue celebrado entre el 16 y 22 de agosto del 2022. Finalmente, el acusado fue declarado culpable y sentenciado a más de 10 años de cárcel. 
El caso del juicio de Athos y Tango tiene prevalencia en la materia del derecho animal, estableciendo un precedente en los juicios y persecuciones por crueldad y maltrato animal en Querétaro y en México.

#### Casos de maltrato animal en México
Se entiende que maltrato animal es "es el comportamiento irracional de una persona hacia un animal con la finalidad de causarle sufrimiento, estrés o incluso la muerte. No solo implica lastimarlo físicamente, sino también abandonarlo, privarlo de alimento, descuidar su higiene o salud, dejarlo a la intemperie, en azoteas o amarrado, entre otros." de acuerdo con Lizzet Santoyo Arrioja, comunicadora digital, politóloga y analista política. Por lo tanto, cuando a un animal no se le provee de un espacio adecuado para vivir y no se satisfacen sus necesidades básicas, existe maltrato animal. 
El INEGI (Instituto Nacional de Estadística y Geografía), reportó a México como el tercer país de América Latina en maltrato animal con 70% de gatos y perros abandonados. En cifras numéricas, de 27 millones de mascotas solamente cinco millones cuatrocientos mil tienen un hogar. No obstante, eso no los exenta de sufrir maltrato, puesto que las condiciones en las que se encuentran no siempre son adecuadas. 
De acuerdo con el periódico El Sol de México, para el año 2022 se han registrado más de 450 carpetas de investigación de denuncias de maltrato animal. No obstante, solamente cuatro casos han tenido personas detenidas. La realidad del país es que del total de casos de maltrato animal en México se llegan a denunciar 2 de cada 10, ocasionando que el delito quede impune.
El periódico El Financiero visibilizó que la Procuraduría Ambiental y del Ordenamiento Territorial (PAOT) tuvo un aproximado de quinientos mil animales abandonados en México al año.

#### Panamá
En Panamá, el Código Administrativo establece, en su artículo 1201, que la policía prohíbe los maltratos de los animales domésticos en que se manifiesten crueldad, como actos que repugnan y mortifican a las personas sensibles e introducen malas costumbres.

#### Perú
Perú se añadió a los países que persiguen el maltrato con el régimen que castiga el maltrato a los canes y después a otros animales. La Ley de Protección y Bienestar Animal (Ley 30407) está vigente desde el 9 de enero del 2016 y sanciona la crueldad, el abandono y la muerte de animales domésticos y silvestres.
En octubre de ese mismo año, se realizó la primera condena por maltrato animal. Un docente de Lambayeque fue sentenciado a un año de prisión suspendida por golpear a un perro y dejarlo al borde de la muerte. El Octavo Juzgado Unipersonal de Chiclayo también ordenó que pagase una reparación civil de S/1.500 y, además, quedó inhabilitado para tener mascotas. -Prohibiciones- La norma especifica qué prácticas considera como maltrato animal. En el caso de animales domésticos, se prohíbe el abandono en la vía pública, «por constituir un acto de maltrato y una condición de riesgo para la salud pública».
De igual forma la utilización de animales en espectáculos de entretenimiento público o privado «donde se obligue o condicione a los animales a realizar actividades que no sean compatibles con su comportamiento natural o se afecte su integridad física y bienestar».
Otro punto que se prohíbe es la “tenencia, caza, captura, crianza, compra y venta para el consumo humano de especies animales no definidas como animales de granja” y las peleas de animales tanto domésticos como silvestres, en lugares públicos o privados.
Asimismo, se prohíbe las amputaciones quirúrgicas o cirugías consideradas innecesarias, es decir, que no atiendan indicaciones clínicas y la crianza de un mayor número de animales del que pueda ser mantenido por su tenedor.
La norma excluye a corridas de toros y peleas de gallos.
La ley establece que quien cometa actos de crueldad contra un animal o lo abandone (dejarlo en la vía pública o no atender sus necesidades básicas) será sancionado con pena privativa de libertad no mayor de 3 años, 180 ochenta días-multa y la inhabilitación temporal o definitiva para la tenencia de animales. En caso de que el animal muera, la pena privativa de libertad será entre 3 y 5 años, 150 a 360 días-multa y la inhabilitación definitiva para tener animales a su cargo.
En 2016 se promulgó la Ley 30407, llamada «Ley de Protección y Bienestar Animal», fundamentada en la necesidad de garantizar la protección y bienestar de los animales domésticos o silvestres, así como la conservación de la biodiversidad.

#### República Dominicana
En la República Dominicana, la Ley número 248-12 del 2012 sobre Protección Animal y Tenencia Responsable reconoce derechos a los animales y castiga con sanción económica y cárcel el maltrato y la crueldad contra los animales, además de establecer otras medidas de bienestar. La ley excluye las peleas de gallos.

#### Uruguay
En Uruguay, el decreto del 29 de febrero de 2000 señala en su artículo 5 que: «toda persona física o jurídica que posea un animal doméstico o un animal silvestre en cautiverio, está obligada a mantenerlo en condiciones físicas y sanitarias adecuadas, inmunizándolo contra las enfermedades transmisibles y combatir las que ya padezca, proporcionarle alojamiento, alimento y abrigo en cantidad y calidad suficientes a las características de su especie o raza, además de prestarle trato adecuado a su especie o raza».

### Europa
Las actividades de la Comisión Europea en esta área comienzan con el reconocimiento de que los animales son seres sintientes. El propósito general es asegurar que los animales no padezcan dolor o sufrimientos evitables, y obliga al propietario/criador de los animales a respetar unos requisitos mínimos de bienestar.
La legislación de la Unión Europea en relación con el bienestar de los animales de granja es redefinida regularmente de acuerdo con evidencias de base científica y puntos de vista culturales. Por ejemplo, en 2009 se aprobaron leyes orientadas a reducir el sufrimiento del animal durante su sacrificio, y en 2012 entró en vigor la Directiva 1999/74/EC de Consejo de la Unión Europa, según la cual quedaban prohibidas en toda la Unión las jaulas en batería convencionales para gallinas ponedoras. En ese contexto, la Unión Europea ha desarrollado proyectos como Welfare Quality (WQ) y Animal Welfare Indicators (AWIN) para impulsar tanto la investigación sobre bienestar (más de 40 universidades y laboratorios integrados) como la definición de medidas que vayan más allá de la legislación en toda la cadena alimentaria.
A partir de 2013 la Comisión Europea prohibió comercializar en la Unión Europea cualquier tipo de producto cosmético (artículos de aseo, cremas, jabones, maquillaje, higiene dental, etc.) que se haya experimentado en animales. La experimentación con animales en la Unión Europea ya estaba prohibida desde 2004 para los productos cosméticos y desde 2009 para los ingredientes cosméticos.
En España desde 2013 está prohibida la experimentación con grandes simios (gorilas, chimpancés, orangutanes y bonobos) utilizados para la experimentación y otros fines científicos incluida la docencia. Meses después el Consejo de ministros de la Unión Europea acordó prohibir las prácticas científicas con grandes simios como los orangutanes o chimpancés, salvo casos excepcionales para ciertos tipos de enfermedad. En 2015 una medida similar fue tomada en Nueva Zelanda mientras que en la India se prohíbe su importación. La prohibición de las importaciones coloca a la India se suma a países como Brasil, Australia y Nueva Zelanda. En 2013 la empresa líder de cosméticos japonesa, Shiseido eliminó las pruebas de sus productos en animales, tanto en sus laboratorios de dentro como en los de fuera de Japón.

#### Alemania
Desde el 2 de agosto de 2001, el artículo 20a del Grundgesetz (GG) defiende el derecho de los animales a protección como una de las tareas principales del estado.
Además, agregó el bienestar animal en un enmienda de 2002 a su constitución, convirtiéndose así en el primer miembro de Unión Europea en hacerlo.

#### Bélgica
En virtud de las leyes aprobadas por sus respectivos parlamentos, a partir del 1 de enero de 2019 en Flandes y del 1 de septiembre de ese mismo año en Valonia quedaron prohibidos los rituales religiosos en la matanza de animales (a partir de esas fechas sería obligatorio dar muerte a los animales con aturdimiento previo, tal como habían venido exigiendo las organizaciones animalistas), lo que levantó las protestas de las comunidades judías y musulmanas. «Es un día triste para los judíos en Europa, un día triste para la libertad religiosa en Europa», afirmó un destacado rabino judío.

#### España
España, como país miembro de la Unión Europea, ejecuta en todo el territorio nacional la normativa comunitaria en materia de bienestar animal, siendo competencia de las comunidades autónomas la aplicación de esta normativa en cada uno de sus territorios. En los animales de producción, existe normativa en materia del bienestar animal desde el año 1974, con la aprobación de la directiva relativa al aturdimiento de los animales antes de su sacrificio. Desde entonces, además del sacrificio se ha regulado el bienestar de los animales en otros ámbitos de la producción animal como son la estancia en la granja y el transporte de los animales. Todas las explotaciones ganaderas deben cumplir con la normativa general básica en materia de bienestar de los animales en las granjas, establecida en el Real Decreto 348/2000, de 10 de marzo, por el que se incorpora al ordenamiento jurídico la Directiva 98/58/CE, relativa a la protección de los animales en las explotaciones. El Real Decreto es aplicable a todas las granjas de animales vertebrados, criados o mantenidos para la producción de alimentos, lana, cuero, pieles o con otros fines agrarios. No se aplica a los animales que viven en el medio natural, los destinados a participar en competiciones, exposiciones o actos o actividades culturales o deportivas ni a los animales destinados a experimentación.
La normativa establece requisitos sobre las instalaciones (incluyendo los equipos automáticos y mecánicos), el manejo (suministro de agua y bebida, mutilaciones, uso de sistemas de cría...), la documentación exigible (los ganaderos deben registrar en el libro de explotación los tratamientos veterinarios que dan a los animales) e indica que el personal debe tener los conocimientos necesarios para atender a los animales.
El Real Decreto 53/2013 establece las normas básicas aplicables para la protección de los animales utilizados en experimentación y otros fines científicos, incluyendo la docencia.
De igual forma, el artículo 33 del Código Penal de 1995, modificado por la LO 1/2015, ha introducido nuevas penas de inhabilitación para la tenencia de animales y el ejercicio de profesiones relacionadas con animales. La misma reforma ha establecido penas más severas en el artículo 337 para el que por cualquier medio o procedimiento maltrate injustificadamente a un animal causándole lesiones que menoscaben gravemente su salud o le sometan a explotación sexual.
El número de animales enjaulados en España es el más alto de la Unión Europea, con 92 millones de animales en jaulas. Por ello se pretende la modificación legislativa para que el Parlamento Europeo legisle regulando y limitando dichos confinamientos.
En 2007, el parlamento de las Islas Baleares aprobó la primera legislación del mundo que otorga derechos legales a todos los grandes simios.
A nivel político existe desde 2003 en España un partido que se presenta regularmente a elecciones, el Partido Animalista Con el Medio Ambiente PACMA, si bien no ha obtenido representación en ningún caso, aunque sí recibe generalmente votos para ser la opción sin representación parlamentaria más votada.

#### Francia
En 2014, Francia cambió el estatus legal de los animales de «propiedad personal a «seres sintientes». La provincia de Quebec en Canadá y España están considerando legislar en la misma dirección.

#### Países Bajos
Países Bajos consiguió en 2019 convertirse en el primer país sin perros callejeros en el mundo.

#### Reino Unido
En el Reino Unido, una de las instancias pioneras en el resguardo legal de los Derechos de los animales fue la aprobación de la Ley de Tratamiento Cruel del Ganado de 1822 y las normativas promulgadas en 1835 y 1849. La Ley de Crueldad contra los Animales de 1835 incluyó dentro de la categoría «ganado» a otros animales, con el fin de hacer extensivo a perros, osos, toros y ovejas la protección legal establecida para el vacuno trece años antes.
En 1849 se volvió a modificar la legislación británica, derogándose las dos leyes anteriores y dictándose una nueva norma bajo el título de An Act for the More Effectual Prevention of Cruelty to Animals (Ley para una Prevención Más Eficaz de la Crueldad hacia los Animales) conocida simplemente como Ley de Crueldad contra los Animales de 1849. La nueva ley reiteraba la sanción al maltrato y agresión contra los animales, pero además establecía multas en dinero para quienes incurrieran en la falta.
En 1876, la reestructurada Cruelty to Animals Act fue modificada y luego reemplazada por la Ley de Protección de los animales de 1911. Esta última debe ser tenida como especialmente relevante, pues es considerada por algunos autores como la ley madre de la legislación de bienestar animal o Animal Welfare del Reino Unido. El bienestar animal, como postura, plantea que es moralmente aceptable que el ser humano, desde su posición privilegiada frente a los demás animales, los utilice para los fines que estime conveniente (alimentación, vestimenta, entretenimiento y experimentación), siempre que dicha utilización no implique para el animal un sufrimiento innecesario. La Declaración Universal sobre Bienestar Animal, reconocida y aprobada por Naciones Unidas y respaldada por numerosas naciones a nivel mundial, busca el reconocimiento de la capacidad de sentir y sufrir de los animales y el respeto y consideración que por ello merecen, derribando las concepciones asociadas al especismo.
La ley de 1911 estipula que: «Constituye una ofensa someter a sufrimiento innecesario a un animal a través de un acto de comisión, omisión o bien siendo el propietario, permitiendo un acto de comisión u omisión».
Los animalistas más críticos concluyen que esta norma concreta la relación entre los animales y los seres humanos sobre la base de la propiedad, lo que en la práctica impide una protección real y efectiva a los animales. No obstante lo anterior, la concepción de bienestar animal se encuentra extendida como una propuesta bioética en defensa y consideración de los animales como una conducta correcta de los seres humanos hacia la vida y el medio ambiente.
En términos generales y salvo algunas modificaciones menores, la ley de 1911 se mantuvo vigente en Gran Bretaña hasta el año 2006, sin perjuicio de iniciativas gubernamentales tendientes a la defensa de los derechos animales dentro del Reino Unido.
Durante la década de 1960, se encargó al profesor Roger Brambell una investigación sobre el bienestar de los animales en la cría intensiva de ganado. Sobre la base de sus resultados el gobierno inglés creó el Concilio sobre el Bienestar de los Animales de Granja en 1979. Las directrices y recomendaciones derivadas del trabajo de dicho Concilio se tradujeron en la dictación de los llamados Five Freedoms o Cinco libertades de los animales:
1. Estar libres de sed y hambre, acceso a agua fresca y una dieta saludable y vigorosa
2. Estar libres de incomodidad, proporcionando un entorno adecuado incluyendo un techo y un área cómoda de descanso
3. Estar libres de dolor, lesiones y enfermedad, por la prevención o diagnóstico rápido y tratamiento
4. La libertad de expresar un comportamiento normal, proporcionando suficiente espacio, facilidades y compañía de los animales de su especie
5. Estar libres de miedo y angustia, asegurando condiciones y tratamiento que evite el sufrimiento mental[90]

También debemos considerar la legislación que versa sobre el Bienestar de los Animales de Granja del año 2000, que constituye una legislación general que afecta a cualquier animal de granja y que, por tanto, es criado con fines productivos, ley que dio pie para la aprobación de la Animal Welfare Act 2006, ley que hace extensible los derechos de protección solo a los animales vertebrados distintos al ser humano, específicamente, aquellos animales domésticos o los que están bajo el dominio del hombre. En este punto muchos grupos animalistas consideran la legislación inglesa como especista y no verdaderamente defensora de los derechos animales, por cuanto superponen la supremacía humana en cuanto a propiedad y la posesión de columna vertebral como requisitos para que una criatura sea objeto de derecho.

#### Suiza
En 1992, Suiza enmendó su constitución para reconocer a los animales como «seres» y no «cosas». La dignidad de animales también está protegida en Suiza.

### Estados Unidos

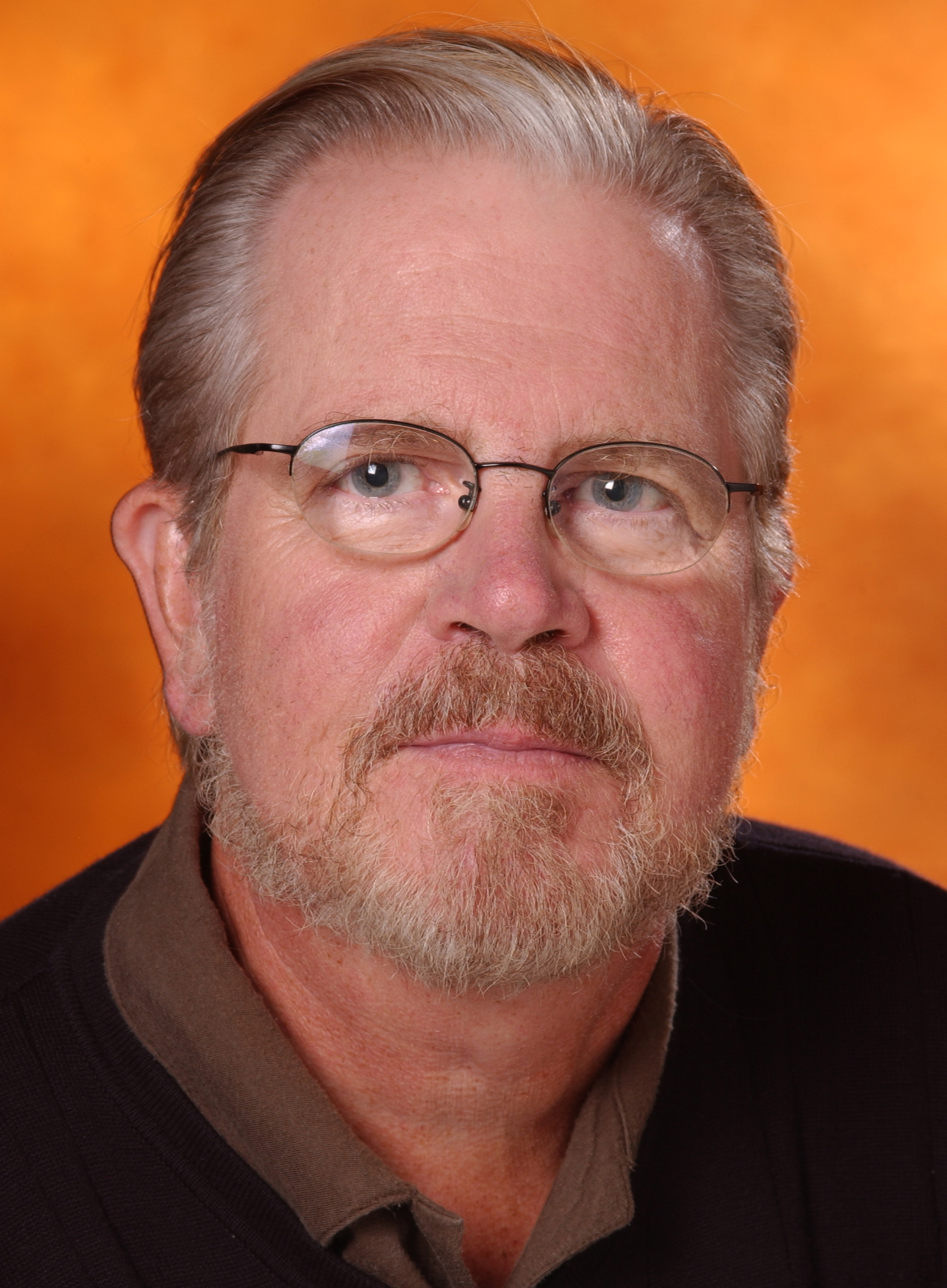
Tom Regan ha escrito libros controversiales criticando el especismo y la no consideración moral de los animales no humanos.

En Estados Unidos, en 1867 se promulgó el primer estatuto importante sobre protección animal, titulado «Ley para la prevención más eficaz de la crueldad hacia los animales». Proporcionó el derecho de incriminar y hacer cumplir la protección con respecto a la crueldad animal. La ley, que desde entonces ha sido revisada para adaptarse a los casos modernos estado por estado, originalmente abordó cosas tales como la negligencia animal, el abandono, la tortura, la lucha, el transporte, los estándares de confiscación y los estándares de licencia.
Aunque un movimiento por los derechos de los animales ya había comenzado a fines del siglo XIX, algunas de las leyes que darían forma a la manera en que los animales serían tratados a medida que la industria creciera, se promulgaron aproximadamente al mismo tiempo que Richard Ryder estaba trayendo la noción de especismo a la conversación. Se estaba proponiendo y aprobando legislación en los Estados Unidos que cambiaría el bienestar animal en la industria y la ciencia.
En 1958 se aprobaron proyectos de ley como la Ley de sacrificio humanitario, creada para aliviar parte del sufrimiento que sentía el ganado durante el sacrificio. Más tarde, la Ley de bienestar animal de 1966, aprobada por el 89.º Congreso de los Estados Unidos y promulgada por el presidente Lyndon B. Johnson, fue diseñada para establecer regulaciones y supervisiones mucho más estrictas sobre el manejo de los animales utilizados en experimentos de laboratorio y exhibición, pero desde entonces ha sido enmendada y ampliada. En una primera instancia esta ley se remitía a perros, gatos y algunos mamíferos, siendo modificada luego para incluir a todos aquellos animales que fuesen utilizados para experimentación. Estas leyes innovadoras presagiaron e influyeron en las actitudes cambiantes hacia los animales no humanos en su derecho al trato humanitario, que Richard D. Ryder y Peter Singer popularizarían más tarde en los años setenta y ochenta.
La Animal Welfare Act ha sido modificada en seis ocasiones: 1970, 1976, 1985, 1990, 2002 y 2007. Algunas de sus disposiciones más relevantes son:
- Todos los animales usados para experimentación deben haber sido obtenidos legalmente
- Todas las instrucciones científicas deben disponer de una Administración que efectúe tareas de control entorno el uso y cuidado de animales
- Los experimentos que requieren la utilización de animales vivos deben llevarse a cabo o encontrarse directamente supervisados por un veterinario especialista
- Los animales de laboratorio deben ser tratados de manera adecuada, alimentándolos, adecuadamente, y mantenidos bajo determinadas condiciones de higiene
- Todos los experimentos que puedan causar dolor o sufrimiento, deben efectuarse con anestesia con el fin de evitar dolores innecesarios (a no ser que el hecho de que se establezca anestesia invalide el propósito experimental)
- Si finalizado un proceso experimental agudo no se precisa la supervivencia del animal, deberá ser sacrificado por procedimientos que aseguren un mínimo sufrimiento y un efecto inmediato, debiéndose constatar la muerte del animal antes de deshacerse del mismo
- Si la naturaleza del a experiencia requiere la supervivencia del animal, el comité científico del centro donde se desarrolle el experimento supervisará la evolución del proceso y dictará en cada caso las normas a seguir para controlar el estado y la evolución del animal tratado

Mucho se ha dicho respecto de que fue EE. UU. quien primero se lanzó a la defensa de los derechos de los animales o Animal Rights, incluso desde la perspectiva del bienestar animal y uno de los grandes exponentes norteamericanos de la defensa animalista es Tom Regan, filósofo especializado en esta temática.
Estados Unidos ha sido el único país que ha propuesto modificar el estatus de “propiedad” que ostentan los animales con respecto a los seres humanos. La nación también es pionera en incorporar los derechos de los animales y su legislación, de manera recurrente, en revistas y bibliografía jurídica, además de que algunas de sus más prestigiosas universidades dictan cátedras de bioética, y derecho animal, tales como Harvard y Georgetown. EE. UU. es el único país en que existen bufetes de abogados particulares que se ocupan de la defensa de los derechos de los animales, contribuyendo a la percepción de la nación americana como la más contribuyente y adelantada en esta materia.

### India
En 2013, India reconoció oficialmente a los delfines como personas.

### Nueva Zelanda
Nueva Zelanda otorgó los derechos básicos a cinco grandes especies de simios en 1999. Su uso en investigación, prueba o enseñanza está actualmente prohibido.